# Physorhinus xanthocephalus
Physorhinus xanthocephalus – gatunek chrząszcza z rodziny sprężykowatych.
Owad osiąga długość 10-12 mm.
W zabarwieniu zwierzęcia przeważa barwa brązowa, na łódkowatym, szerszym niż dłuższym, wypukłym czole i bocznych brzegach przednich skrzydeł pojawia się też żółta. Osłonkę porastają gęste, żółte i dość długie włoski. Żuwaczki są potężnie zbudowane. Żwaczki i wargi porastają sety. Czułki składają się z 11 ząbkowanych segmentów, przy czym koniuszek ostatniego wykazuje ścieńczenie.
Przedplecze ma większą szerokość niż długość.
Występuje dymorfizm płciowy.
Chrząszcz występuje w Brazylii.